# دره نعل‌اسبی

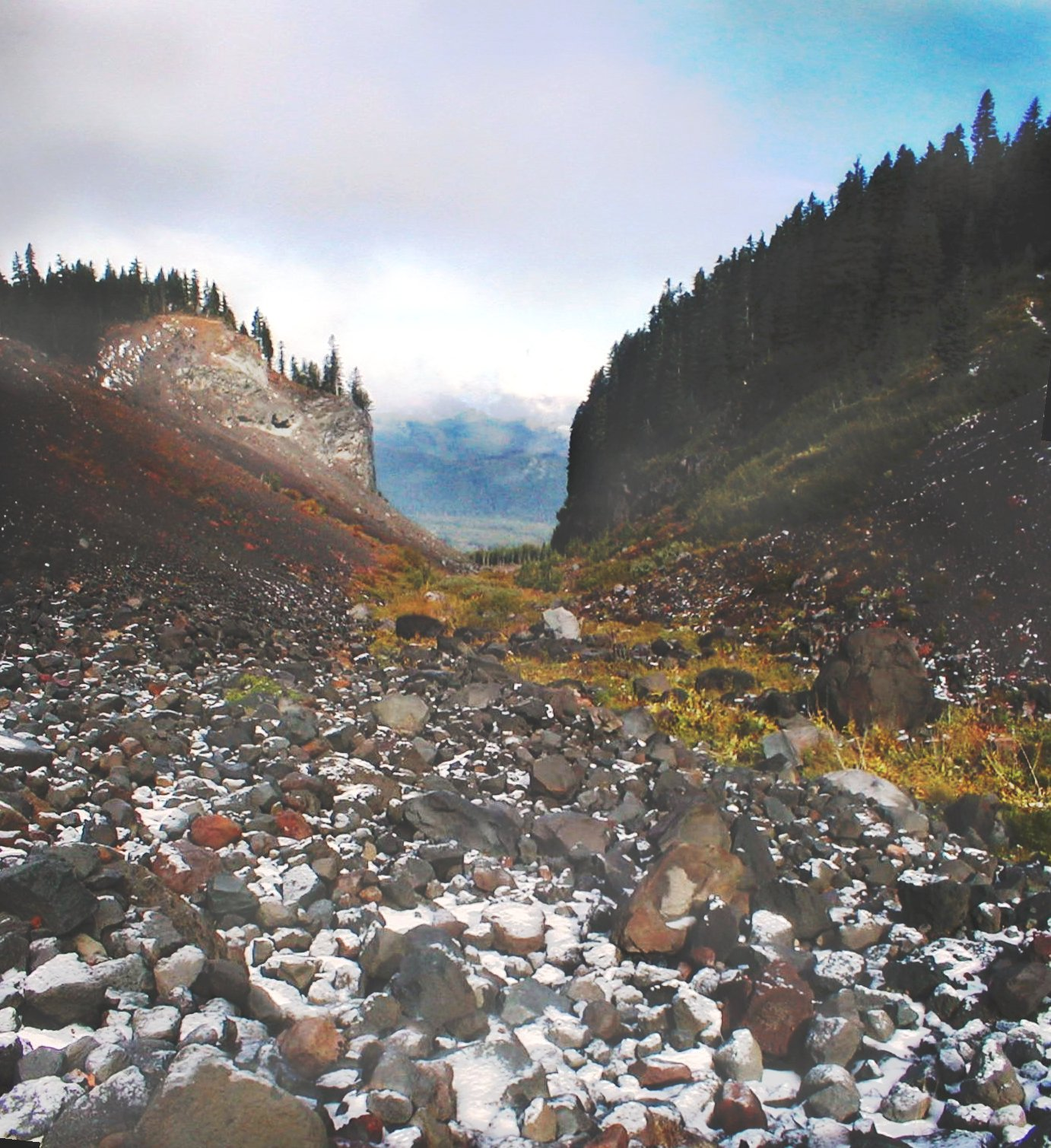
یک دره نعل‌اسبی در کوه هود وایلدرنس

دره نعل‌اسبی دره‌ای که در مقطع به شکل U است، همراه با یک کف نسبتاً مسطح و کناره‌های پرشیب، عموماً به عنوان فراورده فرسایش یخچالی در نظر گرفته شده‌است.